# 多気町松阪市学校組合立多気中学校
多気町松阪市学校組合立多気中学校(たきちょう まつさかし がっこうくみあいりつ たきちゅうがっこう）は三重県多気郡多気町相可にある、全国的に珍しい組合立の中学校である。通称「多気中」（たきちゅう）。

## 概要
校区が多気町と松阪市に及ぶため、両市町による学校組合により設置されている。

### 教育目標
豊かな心をもち、主体的に自己実現を図る、生徒の育成

## 校区
- 多気町
  - 相可小学校区 - 相可、荒蒔、兄国、朝長、多気、弟国、河田、東池上、西池上、相可台
  - 佐奈小学校区 - 五佐奈、西山、四神田、油夫、五桂、仁田、平谷、前村、神坂、長谷
  - 津田小学校区 - 津留、牧、鍬形、井内林、佐伯中、三疋田、四疋田
  - 外城田小学校区 - 相鹿瀬、野中、田中、森荘、矢田、笠木、土羽
- 松阪市
  - 射和小学校区 - 広瀬町、御麻生薗町、庄町、阿波曽町、射和町、中万町、八太町、上蛸路町、下蛸路町

## 沿革

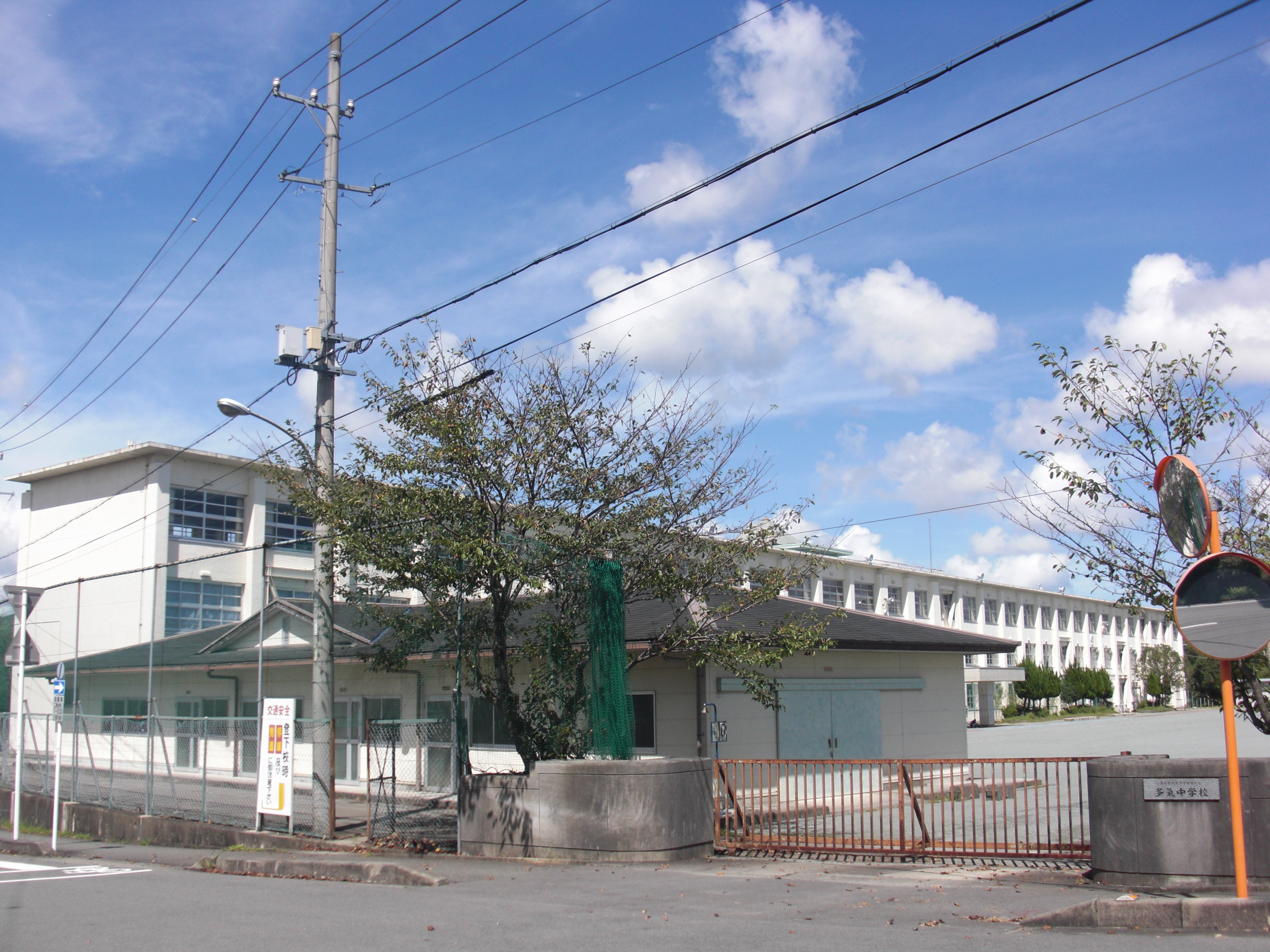
正門と旧校舎（2011年9月18日撮影）

- 1963年4月1日 - 多気町松阪市学校組合立修教中学校と、多気町立光陽中学校を統合し、多気中学校設立。旧修教中学校校舎は北校舎、旧光陽中学校校舎は南校舎となる。
- 1965年8月19日 - 校舎完成。
- 1965年9月1日 - 新校舎で授業開始。（創立記念日）
- 1965年12月 - 技術科特別教室棟竣工。
- 1966年12月24日 - 体育館竣工。
- 1969年 - 運動場拡張開始（1970年まで）。
- 1971年4月1日 - 富士見台分校開設。
- 1972年10月 - 美術室作業場設置。
- 1974年5月13日 - プール（50m C級認定）完成。
- 1979年3月31日 - 富士見台分校を三重県立稲葉養護学校分教室に移管。
- 1980年11月17日 - 第二体育館建築着工。
- 1981年4月7日 - 第二体育館竣工。
- 1989年12月15日 - 柔剣道場（武道場）竣工。
- 2008年 - 二学期制導入。第二体育館工事完了。
- 2014年3月 - 多気町立勢和中学校とともに台湾の台北市立金華国民中学（中国語版）と友好姉妹校提携を結ぶ[2]。7月8日 - 7月9日に金華中学から訪問団が多気町を訪れた[3]。
- 2020年（令和2年）8月11日 - 新校舎の完成式を挙行[4]。

## 主な学校行事
- 4月 - 入学式
- 5月 - 体育祭
- 11月 - 文化祭
- 3月 - 卒業式

## 部活動
- 野球部
- サッカー部
- 男子ソフトテニス部
- 女子ソフトテニス部
- 陸上部
- 男子卓球部
- 女子卓球部
- 女子バレーボール部
- 女子バスケットボール部
- 美術部
- 家庭部
- 吹奏楽部
- 剣道部

近年では特に野球部の活躍が目立っている。
また、男子バスケットボール部は2006年度に廃止された。その後、柔道部も廃止された。

## アクセス
- 多気町町営バス多気中学校前停より徒歩約5分
- JR東海紀勢本線相可駅より徒歩約18分